# Слюдянское рудоуправление
Слюдянское рудоуправление - предприятие по добыче слюды-флогопита, а затем строительных материалов в городе Слюдянка Иркутской области, действовавшее с 1927 по 1993 годы. 

## История возникновения
Слюдянка издавна славилась своими месторождениями слюды. Небольшая кустарная добыча началась в 1902 году, но была недостаточна. В 1924 году был создан трест "Слюдасоюз", занимавшийся добычей слюды по всему СССР и объединявший её. В 1927 году было создано Слюдянское рудоуправление. 

## Добыча слюды
Добыча и расщепление слюды была очень важным стратегическим производством. Слюда-флогопит использовалась в парфюмерной, аэрокосмической промышленности, производстве радио- и электротехники. Работало девять рудников. В войну стратегическое производство слюдяных пластинок велось с тройным усилием, о чем неоднократно упоминала Восточно-Сибирская правда. После войны начались шахтные разработки флогопита. В 1958 году одна из шахт была затоплена подземными водами. Несмотря на беспрецедентные меры по отводу воды, она так и не заработала. В 1973 году добыча слюды в Слюдянском рудоуправлении прекратилась. По одной из версий, это связано с тем, что должна была получить сбыт слюда, добывавшаяся в Алдане, Якутия. По другой, производство слюды стало неперспективным в связи с изобретением новых типов изоляторов для радиотехники.

## Добыча мрамора и строительных материалов
Перед рудоуправлением встал вопрос о перепрофилировании. Необходимо было сохранять рабочие места. В 1975 году Слюдянское рудоуправление полностью прекратило добычу слюды и перешло на разработку месторождений облицовочного камня и строительных материалов. В состав Слюдянского рудоуправления входили карьеры "Буровщина", "Динамитный", камнеобрабатывающей цех, цех по выпуску мозаичной плиты и другие предприятия. 
В камнеобрабатывающем цехе проводилась распиловка блоков, шлифовка и полировка мраморных плит. Были построены участки по выпуску товаров народного потребления и клеёных плит. При изготовлении мозаичных плит используют прессы и шлифовальное оборудование. Облицовочный камень и плитка использовались при обустройстве станций Московского, Харьковского, Новосибирского метрополитенов. 

## Приватизация
В 1993 году предприятие было приватизировано и распалось на несколько ОАО: ОАО "Байкальский камнеобрабатывающий завод", ОАО "Карьер Буровщина", ОАО "Байкалпромкамень".